# 河洛营站
河洛营站是一个京通线上的铁路车站，位于河北省承德市隆化县汤头沟镇河洛营村，建于1980年，目前为沈阳铁路局赤峰车务段管辖的四等站，邮政编码为068150。目前客运：办理旅客乘降；不办理行李、包裹托运；货运：办理整车、零担货物发到。